# Aretusa
|  | Per a altres significats, vegeu «Aretusa (desambiguació)». |

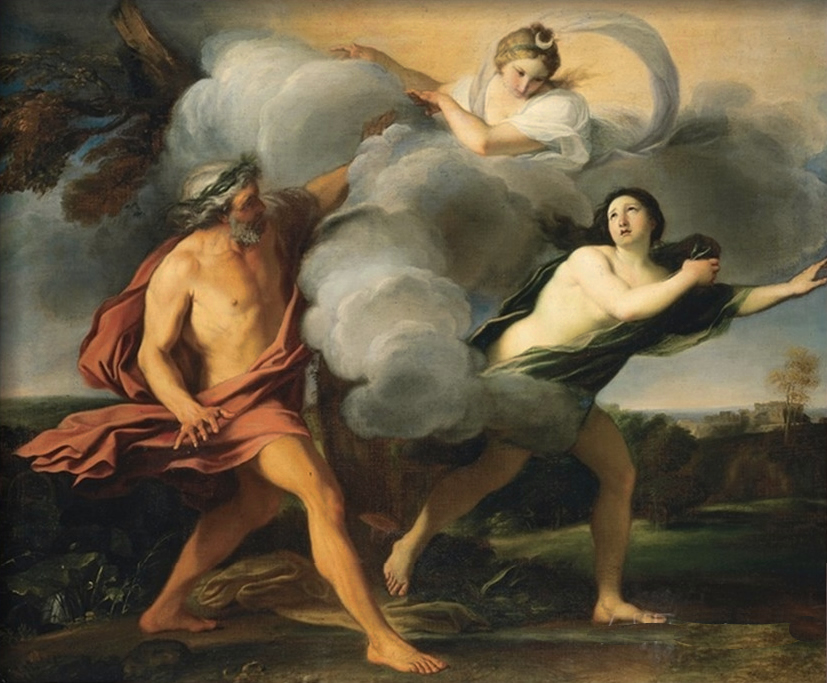
Aretusa, Alfeu i Àrtemis

Aretusa és una nimfa del grup de les nàiades. Segons una tradició, va revelar a Demèter el rapte de Persèfone. Formava part de l'estol d'Àrtemis quan el déu-riu Alfeu se n'enamorà i la perseguí per tot el seu curs. Àrtemis, per salvar-la, la va transportar a Sicília convertida en una font. Tanmateix, l'Alfeu l'anà a trobar filtrant-se sota terra des de Grècia fins a Sicília, i per això els antics creien que les seues aigües es comuniquen amb les de la font siciliana.
La Font d'Aretusa es troba a l'illa d'Ortígia, a Siracusa. Es tracta d'una deu que raja a ran de mar, cosa que n'explica la notorietat des de l'antigor.